# Hendrik Lange (Hockeyspieler)
Hendrik Lange (* 1. Mai 1974 in Hamburg) ist ein deutscher Hockeyspieler.
Mit der deutschen Nationalmannschaft wurde er Europameister. In der Bundesliga spielte Hendrik Lange die meiste Zeit für „Der Club an der Alster“, dessen Kapitän er auch mehrere Jahre war. Er gewann sechs deutsche Meistertitel, dreimal den Europapokal der Landesmeister und einmal den Pokal (Halle und Feld). Außerdem war er Torschützenkönig der Bundesliga. Hendrik Lange ist Gründungs- und war Vorstandsmitglied des HC St. Pauli, des ersten Hockeyvereins im Hamburger Stadtteil St. Pauli. Heute arbeitet er als Sportmanager & -unternehmer und als zertifizierter Sportpsychologe.
Lange ist mit Katrin Kauschke verheiratet und hat zwei Kinder.